# Chryzostom (Maniotis)
Chryzostom (gr. Μητροπολίτης Χρυσόστομος, imię świeckie Joannis Maniotis) (ur. 1968) – biskup Cerkwi Prawdziwych Prawosławnych Chrześcijan Hellady, od 2000 metropolita Attyki i Beocji.

## Życiorys
W 1987 otrzymał święcenia diakonatu, a w 1989 prezbiteratu. 1989-1997 posługiwał w parafii Zwiastowania w Pyri. W 2000 otrzymał chirotonię biskupią jako metropolita Attyki i Beocji.